# Иоганн I (граф Ольденбурга)
Иоганн I (нем. Johann I. von Oldenburg; ок. 1210 — 1262 или позже) — граф Ольденбурга. Предок по прямой мужской линии королей Дании, российских императоров начиная с Петра III, королей Греции, а также королей Великобритании и Северной Ирландии, начиная с Карла III.

Графство Ольденбург в 1250 г.

## Биография
Сын Христиана II. С 1233 года, после смерти отца, — соправитель своего дяди Оттона I, с 1251 года правил один.
В 1244 году вместе с Оттоном I основал цистерцианский монастырь Розенталь в Менслаге. Также они были основателями города Дельменхорст (1247 год).
В 1258—1259 годах военным путём помог своему кузену Хильдебольду фон Вунсторфу утвердиться в должности архиепископа Бремена (в битве при Мундерло одержал победу над другим претендентом — Герхардом фон дер Липпе). В результате присоединил к своим владениям значительные территории.
Для защиты от нападений фризов построил в северной части Вестерштеде укреплённый замок Бургфорде.

## Семья
Жена — Рихца (ум. до 1270), дочь графа Генриха II фон Хойя. Дети:
- Хейлвига (Хедвига) (ум. после 15 июля 1296), муж — граф Экберт фон Бентгейм-Текленбург (ум. 1309/1311)
- Христиан III (ок. 1240—1285/1287) — граф Ольденбурга
- Мориц II (ум. 1318) — канонник в Бремене, пробст в Вильдесхаузене
- Оттон II (ум. 1304) — граф Ольденбурга (в Дельменхорсте).
- Генрих VI Младший (ум. после 11 ноября 1272)